# Liste des cathédrales de Pologne
Cette page présente la liste des cathédrales situées en Pologne.

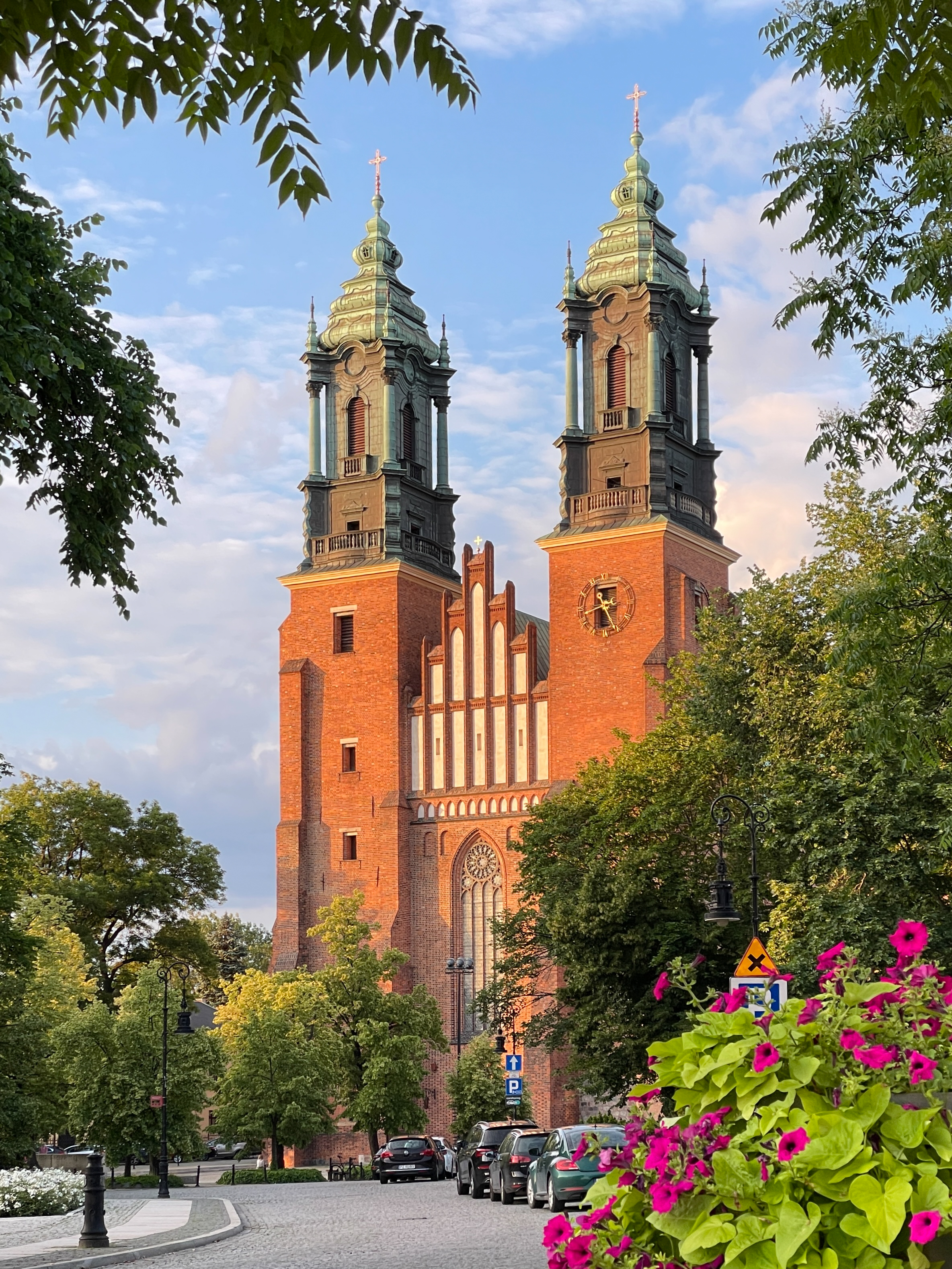
Cathédrale catholique de Poznań.

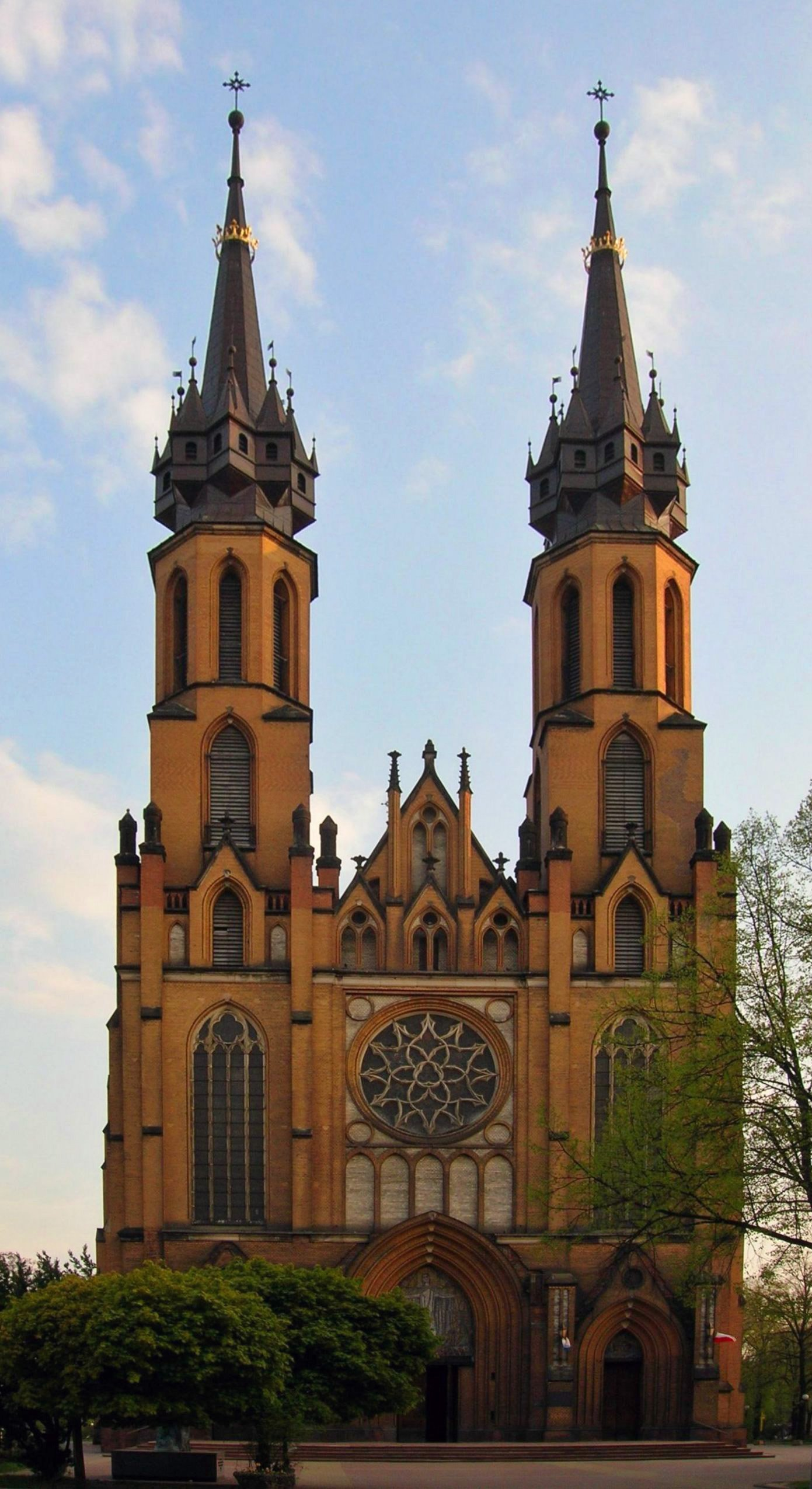
Cathédrale de la Protection-de-la-Sainte-Vierge Marie à Radom.

## Cathédralescatholiques

### Cathédrales derite latin
- Cathédrale de l'Assomption à Białystok
- Cathédrale Saint-Nicolas à Bielsko-Biała
- Cathédrale Saints-Martin-et-Nicolas à Bydgoszcz
- Concathédrale Sainte-Trinité à Chełmża
- Cathédrale Saints-Stanislas-et-Venceslas à Cracovie
- Cathédrale de la Sainte-Famille à Częstochowa
- Cathédrale Sainte-Trinité à Drohiczyn
- Cathédrale Saint-Nicolas à Elbląg
- Cathédrale Saint-Adalbert à Ełk
- Cathédrale de l'Assomption et de Saint-André à Frombork
- Cathédrale Sainte-Trinité à Gdańsk-Oliwa
- Concathédrale de l'Assomption à Gdańsk

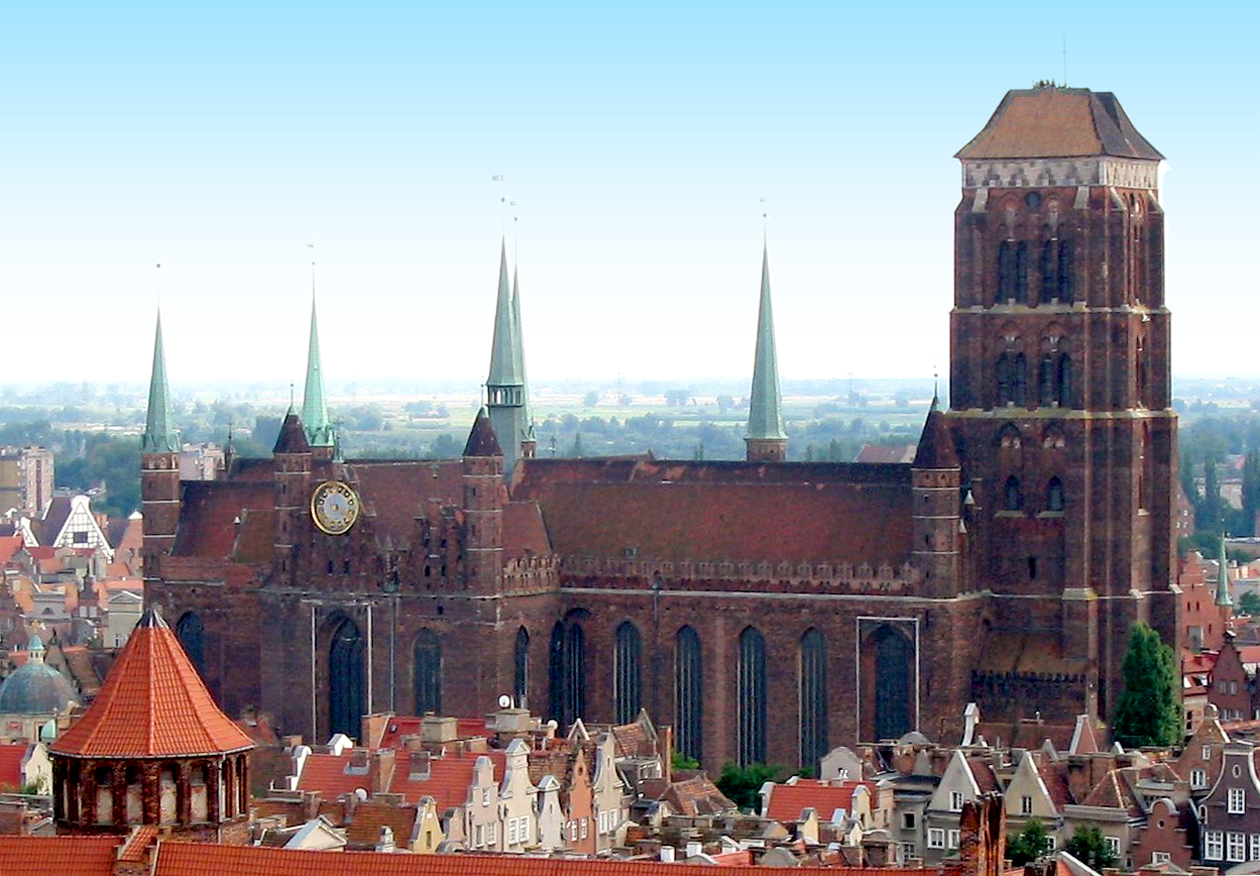
Concathédrale de Gdańsk.

- Cathédrale Saints-Pierre-et-Paul à Gliwice
- Cathédrale de l'Assomption-et-Saint-Adalbert à Gniezno
- Concathédrale Marie-Mère-de-l'Église à Gołdap
- Cathédrale de l'Assomption à Gorzów Wielkopolski
- Cathédrale Saint-Nicolas à Kalisz
- Concathédrale Saint-Jean-Baptiste à Kamień Pomorski
- Cathédrale du Christ-Roi à Katowice
- Cathédrale de l'Assomption à Kielce
- Concathédrale de l'Assomption à Kołobrzeg
- Cathédrale de l'Immaculée-Conception à Koszalin
- Concathédrale Saint-Jean-Baptiste à Kwidzyn

- Cathédrale Saints-Pierre-et-Paul-Apôtresl à Legnica
- Cathédrale Saint-Stanislas-Kostka à Łódź
- Cathédrale Saint-Michel-Archange à Łomża
- Cathédrale de l'Assomption-et-Saint-Nicolas à Łowicz
- Concathédrale Saint-Stanislas à Lubaczów
- Cathédrale Saint-Jean-Baptiste à Lublin
- Concathédrale Saint-Jacques à Olsztyn
- Cathédrale Sainte-Croix à Opole
- Concathédrale Saint-Stanislas à Ostrów Wielkopolski
- Cathédrale de l'Assomption à Pelplin
- Cathédrale Notre-Dame-de-Masovie à Płock
- Basilique-archicathédrale Saint-Pierre-et-Paul de Poznań à Poznań
- Concathédrale Saint-Adalbert à Prabuty
- Cathédrale de l'Assomption-et-Saint-Jean-Baptiste à Przemyśl
- Cathédrale de la Protection-de-la-Sainte-Vierge Marie à Radom
- Cathédrale du Sacré-Cœur à Rzeszów
- Cathédrale de la Nativité-de-la-Vierge-Marie à Sandomierz
- Concathédrale de la Visitation-de-la-Vierge-Marie à Sejny
- Cathédrale de l'Immaculée-Conception à Siedlce
- Concathédrale du Cœur-Immaculé-de-Marie de Sokołów Podlaski à Sokołów Podlaski
- Cathédrale de l'Assomption à Sosnowiec
- Concathédrale Marie-Reine-de-Pologne à Stalowa Wola
- Concathédrale Saint-Alexandre à Suwałki
- Cathédrale Saints-Stanislas-et-Venceslas à Świdnica
- Cathédrale Saint-Jacques à Szczecin
- Cathédrale de la Nativité-de-la-Vierge à Tarnów
- Cathédrale Saint-Jean-Baptiste à Toruń
- Cathédrale Saint-Jean à Varsovie
- Cathédrale Saint-Michel-Archange-et-Saint-Florian à Varsovie
- Cathédrale Marie-Reine-de-Pologne à Varsovie
- Concathédrale Notre-Dame-des-Victoires à Varsovie
- Cathédrale de l'Assomption à Włocławek
- Cathédrale Saint-Jean-Baptiste à Wrocław
- Cathédrale de la Résurrection-et-Saint-Thomas à Zamość
- Cathédrale Sainte-Hedwige à Zielona Góra
- Concathédrale de la Nativité de la Vierge à Żywiec

### Cathédrales derite byzantin
- Cathédrale Saint-Jean-Baptiste à Przemyśl
- Concathédrale de la-Protection-de-la-Sainte-Vierge-et-Saint-Barthélémy à Gdańsk
- Cathédrale Saints-Vincent-et-Jacques à Wrocław

## Cathédralesorthodoxes

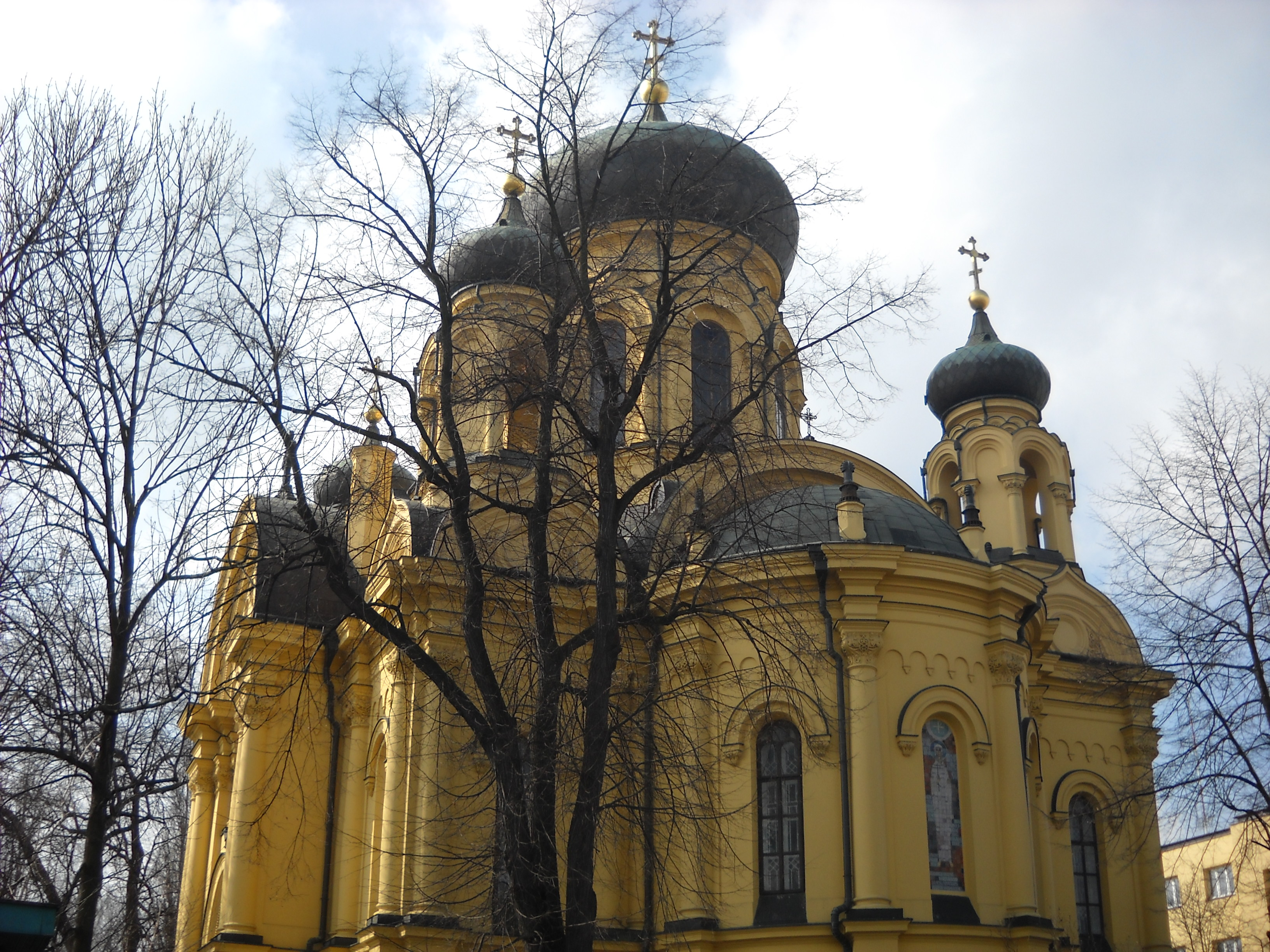
La cathédrale orthodoxe de Varsovie.

- Cathédrale Saint Nicolas de Białystok (pl)
- Cathédrale Saint-Alexandre-Nevski de Łódź
- Cathédrale de la Transfiguration de Lublin (pl)
- Cathédrale Sainte-Trinité de Sanok (pl)
- Cathédrale métropolitaine Sainte-Marie-Madeleine de Varsovie
- Cathédrale de la Sainte-Mère-de-Dieu de Wrocław (pl)

## Cathédralesluthériennes
Affiliées à l'Église protestante de la confession d'Augsbourg en Pologne
- Église du Sauveur de Bielsko-Biała (pl)
- Église de la Résurrection de Katowice (pl)
- Église du Christ-Sauveur d'Olsztyn (pl)
- Église Saints-Pierre-et-Paul de Pabianic (pl)
- Église du Sauveur de Sopot (pl)
- Église de la Divine-Providence de Wrocław (pl)

## Cathédrales de l'Église polonaise-catholique

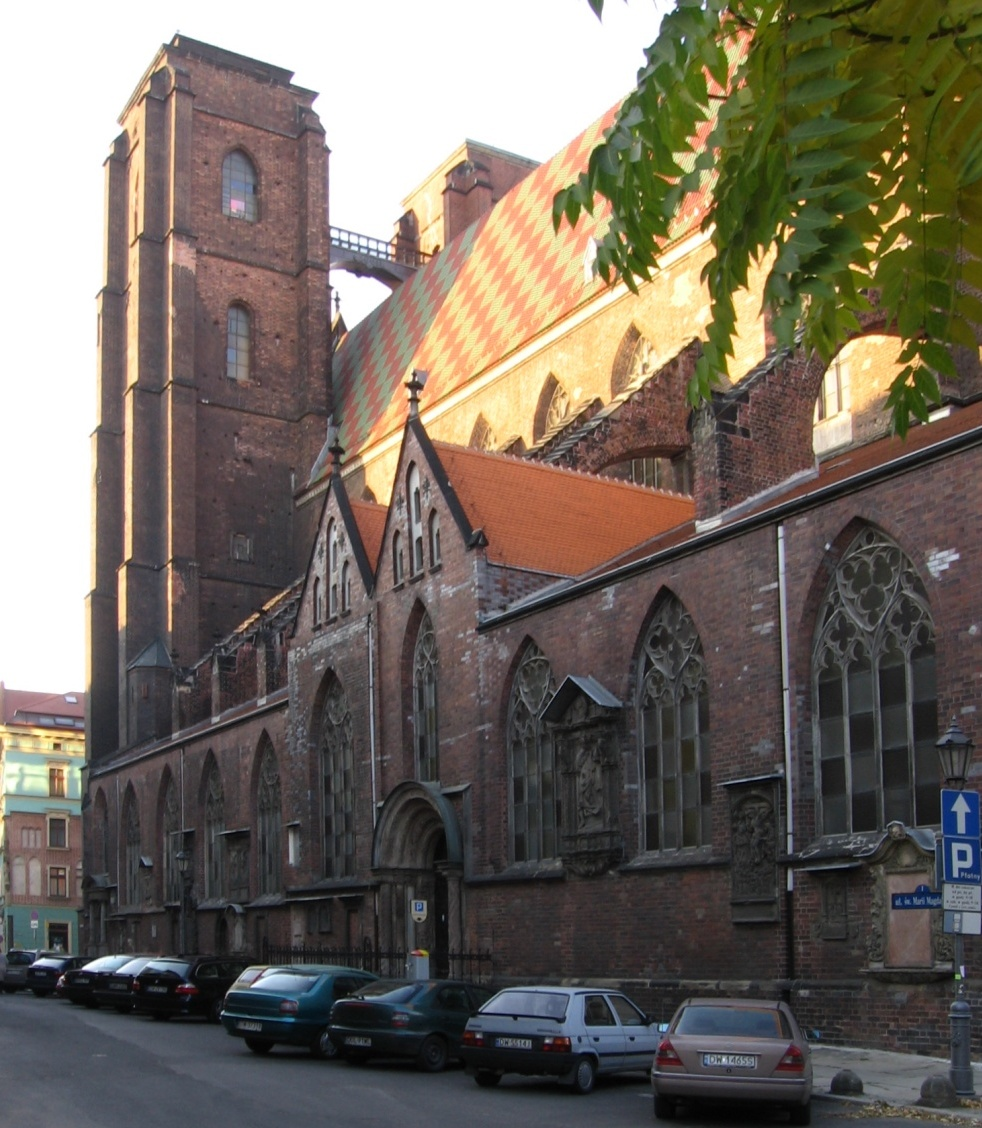
Cathédrale polonaise-catholique de Wrocław.

- Cathédrale de la Mère-de-Dieu-Reine-des-Apôtres de Częstochowa (pl)
- Cathédrale du Saint-Esprit de Varsovie
- Cathédrale Sainte-Marie-Madeleine de Wrocław

## Cathédrales de l'Église vieille-catholique des mariavites
- Église Saint-François-d'Assise de Łodz (pl)
- Temple de la Miséricorde-et-de-la-Charité de Płock (pl)
- Église Sainte-Trinité de Wiśniew (pl)